# Thoma Mihály Ágoston
Thoma Mihály Ágoston (eredeti nevén August Michael Thoma (A. M. Thoma), Gross Strelitz, 1803 – Budapest, 1878) magánzó, a magyarországi szabadkőművesség 1848-as újjászervezője, a „Kossuth Lajos a dicső fény hajnalához” páholy alapítója.

## Életpályája
Német származású, katolikus neveltetésben részesült. Az 1840-es években, a Tisza szabályozása kapcsán német területre utazik, Fürthben belép a szabadkőművesek közé. 1848-ban, a szabadkőművesség hosszas hatósági tilalma után, a forradalom és szabadságharc alatt alapította meg a „Kossuth Lajos a dicső fény hajnalához” páholyt, melybe Kossuth Lajos is kérte felvételét. A páholynak ő lett volna a mestere, de az osztrákok pesti bevonulása miatt elhalt a kezdeményezés. 1848 őszén a Kossuth Lajos vezette Honvédelmi Bizottmány megbízza, hogy fegyvereket csempésszen Belgiumból Magyarországra. Az ügyletet a Wodianer és fia cég finanszírozta. A fegyvereket viszont az osztrákoknak szállította le, ezért Pest magyar visszafoglalása után 1849-ben mint honárulót, távollétében vagyonelkobzásra ítélték. 1869-ben ismét feltűnik a neve az ekkor már törvényesen megalakuló Magyarország Nagy Oriense Corvin páholyának tagjai közt.